# Rue des Turres
La rue des Turres est une voie publique de Toulouse, chef-lieu de la région Occitanie, dans le Midi de la France.

## Situation et accès

### Description
La rue des Turres est une voie publique. Elle se trouve au cœur du quartier de Fontaine-Lestang.
Elle naît perpendiculairement à la rue Jacques-Gamelin, face au no 47. Elle est orientée au sud-est, rectiligne et longue de 148 mètres. Elle reçoit, après 73 mètres, la rue Saint-Malo, se termine au carrefour de la rue d'Auch. Elle est longée d'une double rangée de 26 platanes.
La chaussée compte une seule voie de circulation automobile en sens unique, de la rue Jacques-Gamelin vers la rue d'Auch. Elle appartient à une zone 30 et la vitesse y est limitée à 30 km/h. Il n'existe pas d'aménagement cyclable.

### Voies rencontrées
La rue des Turres rencontre les voies suivantes, dans l'ordre des numéros croissants :
1. Rue Jacques-Gamelin
2. Rue Saint-Malo
3. Rue d'Auch

### Transports
La rue des Turres n'est pas directement desservie par les transports en commun. Elle se trouve cependant à proximité de la rue Louis-Vestrepain, où se trouvent les arrêts de la ligne de bus 13. Plus loin, le long du boulevard Déodat-de-Séverac, se trouvent les stations de la ligne de tramway  et les arrêts de la ligne de bus 34. La station de métro la plus proche est, au carrefour de la rue Louis-Vestrepain et de la rue de la Moselle, la station Fontaine-Lestang, sur la ligne de métro .
Les stations de vélos en libre-service VélôToulouse les plus proches sont les stations no 141 (237 rue Henri-Desbals) et no 142 (face 65 boulevard Déodat-de-Séverac).

## Odonymie
La rue des Turres porte ce nom depuis son ouverture en 1930. Jusqu'à la même date, la rue Jacques-Gamelin avait porté jusqu'en 1930 le nom de chemin des Turres. L'origine de ce nom n'est pas claire, mais il désignait un domaine agricole du quartier : Pierre Salies fait simplement remarquer que le terme turra désigne une « motte de terre » en occitan. De même, il existait une rue Traversière-des-Turres (actuelle rue Saint-Malo).

## Histoire
La construction de la cité-jardin de Fontaine-Lestang s'inscrit dans la politique de logement portée par la municipalité toulousaine, dirigée par Étienne Billières à partir de 1925. La cité-jardin est construite entre 1928 et 1931 sur les plans de l'architecte de la ville, Jean Montariol, qui fait appel aux Charpentiers toulousains. Elle s'organise entre la rue des Turres et la rue de l'Estang (actuelle rue de Caen), reliées par la rue Traversière-des-Turres (actuelle rue Saint-Malo) et la rue d'Auch. Elle se compose alors de plusieurs maisons simples ou jumelles pour un total d'une quarantaine de logements. Depuis 2000, la plupart des maisons ont été démolies. Seules deux maisons-doubles, rue Saint-Malo témoignent de la cité-jardin. Les parcelles sont séparées de la rue par des clôtures et un portillon. Les maisons se développent sur un étage.

## Patrimoine et lieux d'intérêt

### Groupe scolaire Étienne-Billières
Le groupe scolaire du quartier Fontaine-Lestang est construit entre 1938 et 1940 sur les plans de l'architecte de la ville, Jean Montariol, une dizaine d'années après la réalisation de la cité-jardin de Fontaine-Lestang (démolie, emplacement des actuels no 1 à 23 et no 2 à 22 rue de Caen). Il rassemble une école de garçons, une école de filles et une école maternelle (actuel no 2 rue d'Auch). Le groupe scolaire intègre une salle des fêtes et de réunions pour les œuvres post-scolaires. Il s'agrandit encore en 1949 d'une salle de gymnastique et d'une salle de garderie,.

### Cit-jardin de Fontaine-Lestang
- no  16 : maison (vers 1930).
- no  18-20 : maison (vers 1930).